# 松永光
松永光（日语：／ Matsunaga Hikaru，1928年11月23日—2022年10月11日），日本自由民主党前众议员。長崎县人。

## 生平
U45年中央大学专科部法学科毕业。1951年早稻田大学第二法学部毕业。曾任福冈地方检察院校事、文部大臣和书官、律师、埼玉县律师协会副会长。1969年12月一1990年2月共8次当选众议员。曾任自民党文教部名副部会长。1974年U月一1975年12月任法务省政名次官。1976年12月一1977年11月任通产省政务劝官。他还任过自民党商工局局长、国会对策委员会副委员长、能源问题专门委员会委员长、政务调查会剔名长，众议院商工委员会委员等职。